# Lo Seix
Lo Seix és un paratge del terme municipal de Tremp, al Pallars Jussà, dins de l'antic terme ribagorçà de Sapeira.
Està situat a la vall del barranc d'Esplugafreda, a la dreta d'aquest barranc. És en els contraforts meridionals de la Costa, la serralada que conté, en el seu extrem de llevant, el poble de Sapeira, que queda al nord-est de lo Seix.
Passa per lo Seix la pista rural que mena al poble de Sapeira des del Pont d'Orrit, coneguda com el camí del Seix.
Al sud seu, a l'altre costat de la vall i davant mateix, hi ha el paratge de Bolants.